# Monosyntaxis metallescens
Monosyntaxis metallescens là một loài bướm đêm thuộc phân họ Arctiinae, họ Erebidae.